# Fornos de Algodres
Fornos de Algodres é uma vila portuguesa pertencente ao distrito da Guarda, na província da Beira Alta, região do Centro e sub-região da Beiras e Serra da Estrela, com cerca de 1 600 habitantes.
É sede do município de Fornos de Algodres com 131,45 km² de área e 4.383 habitantes (2023), subdividido em 12 freguesias. O município é limitado a nordeste pelo município de Trancoso, a leste por Celorico da Beira, a sul por Gouveia, a oeste por Mangualde e Penalva do Castelo e a noroeste por Aguiar da Beira.

## Freguesias
|  | O município de Fornos de Algodres está dividido em 12 freguesias: - Algodres - Casal Vasco - Cortiçô e Vila Chã - Figueiró da Granja - Fornos de Algodres - Infias - Juncais, Vila Ruiva e Vila Soeiro do Chão - Maceira - Matança - Muxagata - Queiriz - Sobral Pichorro e Fuinhas |

#### Aldeias anexas
- Aveleiras (Queiriz)
- Casal do Monte (Queiriz)
- Casas (Fuinhas)
- Corujeira (Fuinhas)
- Furtado (Algodres)
- Lameira (Fuinhas)
- Quinta da Barreira (Queiriz)
- Quinta da Mata Gata (Sobral Pichorro)
- Ramirão (Casal Vasco)
- Rancozinho (Algodres)
- Santo (Fuinhas)

## História

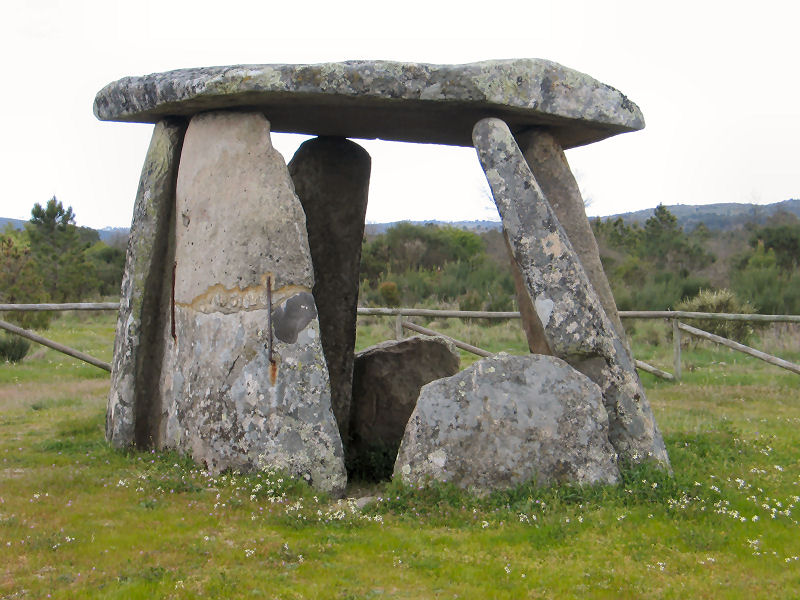
Dólmen na freguesia de Matança.

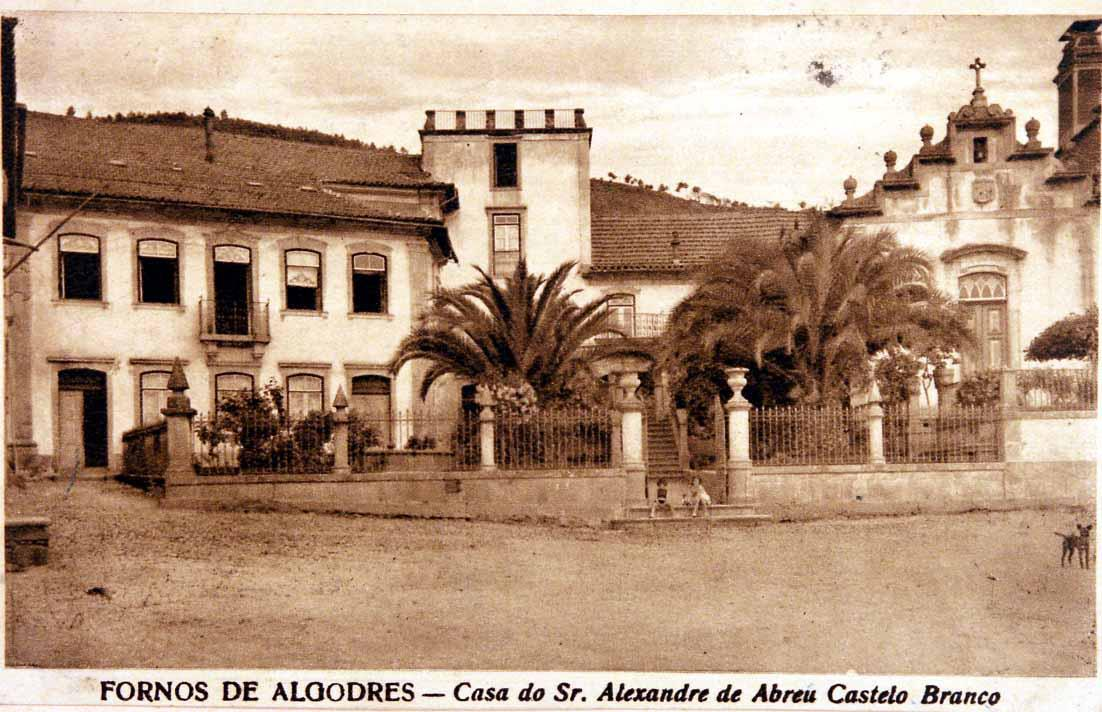
Casa da Torre - Solar dos Abreu Castelo Branco.

Na Idade Média dava-se o nome genérico de “terras” a certas regiões mais ou menos extensas, a que correspondia uma circunscrição jurisdicional, compreendendo povoações mais ou menos próximas umas das outras, ligadas entre si por laços morais de interesses, fóros, tradições e costumes. Assim se dizia Terras de Riba Côa, Terras da Beira, Terras de além do Monte, etc.
Essas circunscrições territoriais, em geral demarcadas por limites naturais, montes ou rios, subdividiam-se em sub-regiões que ainda também conservavam a mesma designação de Terras, como Terra de Alafões, Terra de Tavares, Terra de Azurara, nome genérico da sub-região, às vezes sem corresponder a nenhuma povoação, antes tomando estas aquele sobrenome, como Chãs de Tavares, Quintela de Azurara, etc., outras vezes adotando o nome de uma povoação mais importante da área, como Terra de Algodres, Terra de Aguiar, Terra de Linhares, etc.
Mais tarde, a designação de "terras" foi substituída pela de "termo" com significação mais restrito, aplicando-se este nome, como sinónimo de distrito e alfoz, a mais reduzidas circunscrições, a que se chamava concelho.
O concelho de Algodres compreendia oito paróquias: Casal Vasco, Ramirão, Cortiçô, Vila Chã, Muxagata, Fuínhas, Sobral Pichorro e Maceira, e a todas elas, como é natural, se adicionava o determinativo de Algodres: «Cortiçô de Algodres», «Vila Chã de Algodres», «Muxagata de Algodres», etc.
Que ela emprestasse o nome às povoações do seu termo, era natural, mas a velha vila, como mais importante entre todas as da região, exercia a sua hegemonia e emprestava o seu nome ainda às outras terras e povoações que assentavam nas proximidades do seu termo, sem fazerem parte dele. Assim, a vila de Fornos, apesar de viver e de se administrar, com câmara e julgado próprios, viu-se (e vê-se ainda hoje) forçada, para se distinguir de outras terras com o mesmo nome, a adotar o designativo regional de Algodres.
Foi com as povoações e área do concelho de Algodres e concelhos limítrofes que se constituiu, em 1836, o concelho de Fornos de Algodres, depois acrescentado, em 1898, com as freguesias de Além-Mondego, Juncais e Vila Ruiva. Desceram, pois, os antigos concelhos à condição de simples freguesias e as cinco vilas de Algodres, Figueiró, Matança, Infias e Casais do Monte passaram, daí em diante, a ser designadas por ex-vilas.
O primeiro administrador do novo concelho unificado foi José Coelho de Albuquerque, nomeado por portaria de 24 de Fevereiro de 1836; seguiu-se António Bernardo da Silva Cabral e, depois, Francisco de Melo e Sá, com o seu substituto Agostinho Pedroso de Magalhães.
A primeira Câmara do novo concelho de Fornos, já ampliado, foi composta do presidente Anacleto José de Magalhães Taveira Mosqueira, presidente interino José Coelho de Albuquerque, e vogais Francisco Ferreira de Abreu, António José do Carmo e José António Clemente.

## População do município
| Número de habitantes | Número de habitantes | Número de habitantes | Número de habitantes | Número de habitantes | Número de habitantes | Número de habitantes | Número de habitantes | Número de habitantes | Número de habitantes | Número de habitantes | Número de habitantes | Número de habitantes | Número de habitantes | Número de habitantes | Número de habitantes | Número de habitantes |
| -------------------- | -------------------- | -------------------- | -------------------- | -------------------- | -------------------- | -------------------- | -------------------- | -------------------- | -------------------- | -------------------- | -------------------- | -------------------- | -------------------- | -------------------- | -------------------- | -------------------- |
|                      | 1864                 | 1878                 | 1890                 | 1900                 | 1911                 | 1920                 | 1930                 | 1940                 | 1950                 | 1960                 | 1970                 | 1981                 | 1991                 | 2001                 | 2011                 | 2021                 |
| Global **            | 8 304                | 9 259                | 9 477                | 10 147               | 9 953                | 9 657                | 9 730                | 10 507               | 10 645               | 9 035                | 7 130                | 6 594                | 6 270                | 5 629                | 4 989                | 4 403                |
| 0-14 Anos ***        |                      |                      |                      | 3 587                | 3 593                | 3 469                | 3 408                | 3 602                | 3 462                | 2 644                | 1 965                | 1 454                | 1 125                | 807                  | 542                  | 400                  |
| 15-24 Anos ***       |                      |                      |                      | 1 896                | 1 679                | 1 645                | 1 759                | 1 794                | 1 823                | 1 436                | 840                  | 972                  | 867                  | 687                  | 511                  | 365                  |
| 25-64 Anos ***       |                      |                      |                      | 4 021                | 3 943                | 3 812                | 4 012                | 4 254                | 4 332                | 3 944                | 3 245                | 2 805                | 2 787                | 2 649                | 2 344                | 2 040                |
| = ou > 65 Anos ***   |                      |                      |                      | 560                  | 671                  | 690                  | 785                  | 893                  | 953                  | 1 011                | 1 080                | 1 363                | 1 491                | 1 486                | 1 592                | 1 598                |

** População residente; *** População presente (1900-1950)

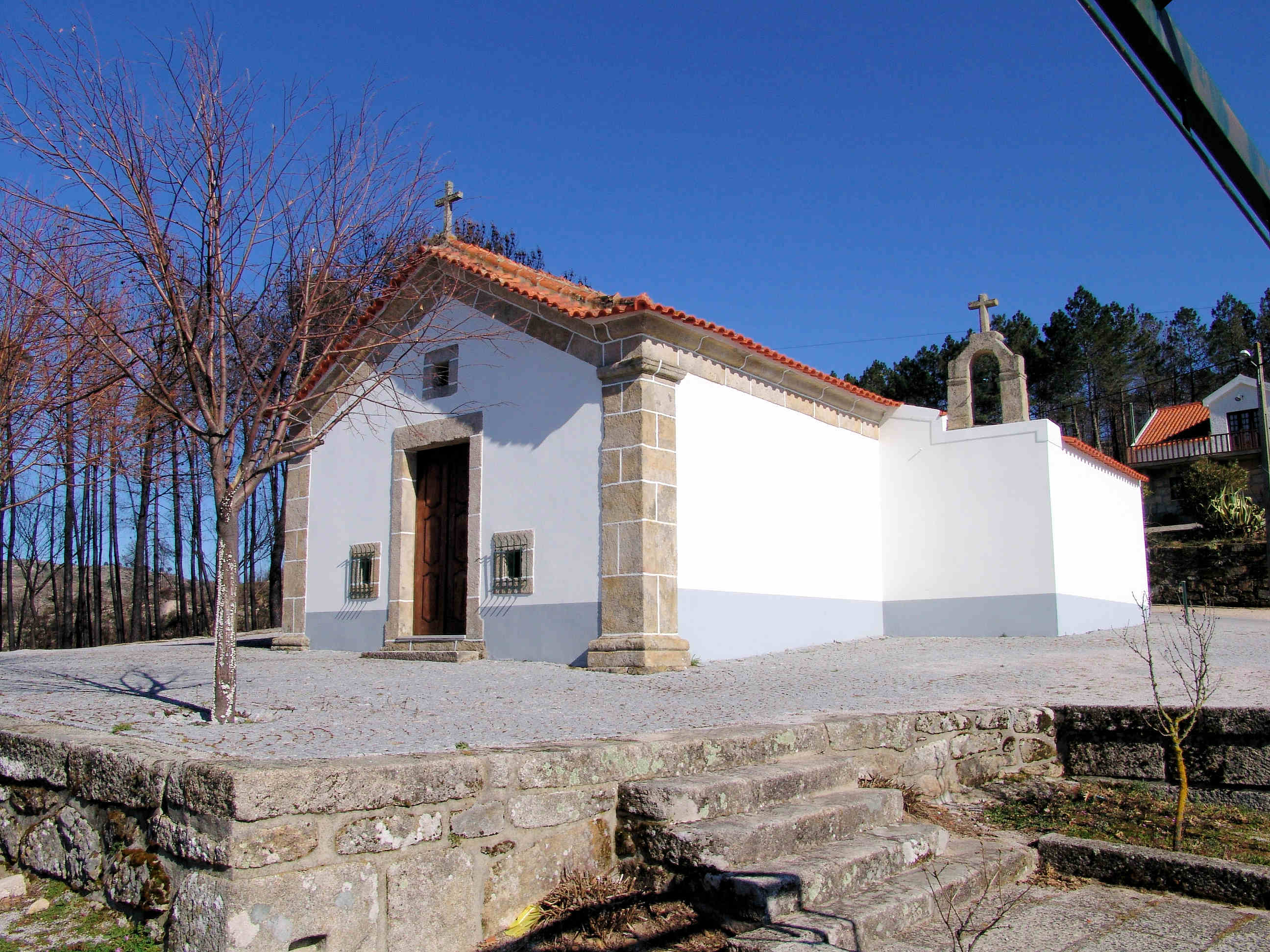
Capela de Nossa Senhora do Carmo.

## Política

### Eleições autárquicas[7]
| Data | %       | V       | %       | V       | %            | V            | %     | V  | %              | V      | %              | V   | %              | V       | Participação |                |
| Data | PPD/PSD | PPD/PSD | CDS-PP  | CDS-PP  | FEPU/APU/CDU | FEPU/APU/CDU | AD    | AD | PS             | PS     | PPM            | PPM | PSD/CDS        | PSD/CDS | Participação |                |
| ---- | ------- | ------- | ------- | ------- | ------------ | ------------ | ----- | -- | -------------- | ------ | -------------- | --- | -------------- | ------- | ------------ | -------------- |
| Data | 1976    | 67,82   | 4       | 17,72   | 1            | 5,58         | -     |    |                |        |                |     |                |         |              | 62,98 / 100,00 |
| 1979 | AD      | AD      | AD      | AD      | 3,02         | -            | 76,01 | 4  | 18,37          | 1      | AD             | AD  | 77,08 / 100,00 |         |              |                |
| 1982 | 55,90   | 4       | 24,37   | 1       | 2,40         | -            |       |    | 12,57          | -      |                |     | 69,63 / 100,00 |         |              |                |
| 1985 | 47,65   | 3       | 45,84   | 2       | 2,55         | -            |       |    | 75,23 / 100,00 |        |                |     |                |         |              |                |
| 1989 | 54,96   | 3       | 19,61   | 1       | 0,98         | -            | 20,52 | 1  | 75,44 / 100,00 |        |                |     |                |         |              |                |
| 1993 | 44,58   | 2       | 17,01   | 1       | 0,74         | -            | 33,83 | 2  | 76,68 / 100,00 |        |                |     |                |         |              |                |
| 1997 | 48,46   | 3       | 8,33    | -       | 0,65         | -            | 39,92 | 2  | 77,97 / 100,00 |        |                |     |                |         |              |                |
| 2001 | 70,93   | 4       |         |         | 1,08         | -            | 24,51 | 1  | 74,21 / 100,00 |        |                |     |                |         |              |                |
| 2005 | 63,31   | 4       | 2,84    | -       | 1,24         | -            | 28,69 | 1  | 76,70 / 100,00 |        |                |     |                |         |              |                |
| 2009 | 54,67   | 3       | 3,28    | -       | 0,88         | -            | 38,04 | 2  | CDS-PP         | CDS-PP | 71,98 / 100,00 |     |                |         |              |                |
| 2013 | 42,94   | 2       | 5,64    | -       | 0,83         | -            | 47,15 | 3  |                |        | 70,61 / 100,00 |     |                |         |              |                |
| 2017 | 28,82   | 1       | 6,60    | -       | 1,28         | -            | 60,24 | 4  | 70,93 / 100,00 |        |                |     |                |         |              |                |
| 2021 | CDS-PP  | CDS-PP  | PPD/PSD | PPD/PSD | 1,33         | -            | 60,33 | 3  | 34,24          | 2      | 73,29 / 100,00 |     |                |         |              |                |

### Eleições legislativas
| Data | %     | %     | %     | %    | %     | %     | %        | %     | %    | %     | %    | %   | %       | % | %  | %  |
| Data | CDS   | PS    | PSD   | PCP  | UDP   | AD    | APU/ CDU | FRS   | PRD  | PSN   | B.E. | PAN | PSD CDS | L | CH | IL |
| ---- | ----- | ----- | ----- | ---- | ----- | ----- | -------- | ----- | ---- | ----- | ---- | --- | ------- | - | -- | -- |
| 1976 | 44,27 | 25,80 | 15,94 | 1,86 | 0,92  |       |          |       |      |       |      |     |         |   |    |    |
| 1979 | AD    | 24,30 | AD    | APU  | 0,58  | 64,78 | 3,03     |       |      |       |      |     |         |   |    |    |
| 1980 | AD    | FRS   | AD    | APU  | 0,77  | 68,50 | 3,64     | 20,15 |      |       |      |     |         |   |    |    |
| 1983 | 29,20 | 29,89 | 31,81 | APU  | 0,36  |       | 2,89     |       |      |       |      |     |         |   |    |    |
| 1985 | 24,50 | 19,80 | 36,39 | APU  | 1,10  | 3,97  | 8,43     |       |      |       |      |     |         |   |    |    |
| 1987 | 6,94  | 16,60 | 65,46 | CDU  | 0,17  | 2,11  | 1,72     |       |      |       |      |     |         |   |    |    |
| 1991 | 7,01  | 21,98 | 64,10 | CDU  |       | 1,08  | 0,73     | 0,83  |      |       |      |     |         |   |    |    |
| 1995 | 10,45 | 38,54 | 46,55 | CDU  | 0,48  | 1,14  |          | 0,20  |      |       |      |     |         |   |    |    |
| 1999 | 10,10 | 38,34 | 46,37 | CDU  |       | 2,23  |          | 0,46  |      |       |      |     |         |   |    |    |
| 2002 | 10,25 | 36,60 | 52,97 | CDU  | 1,18  | 0,86  |          |       |      |       |      |     |         |   |    |    |
| 2005 | 7,34  | 42,37 | 42,49 | CDU  | 1,45  | 1,97  |          |       |      |       |      |     |         |   |    |    |
| 2009 | 14,15 | 32,00 | 39,47 | CDU  | 2,37  | 5,47  |          |       |      |       |      |     |         |   |    |    |
| 2011 | 14,02 | 27,65 | 47,15 | CDU  | 2,05  | 2,34  | 0,48     |       |      |       |      |     |         |   |    |    |
| 2015 | PSD   | 37,22 | CDS   | CDU  | 2,68  | 5,37  | 0,34     | 46,25 | 0,14 |       |      |     |         |   |    |    |
| 2019 | 5,19  | 40,20 | 35,69 | CDU  | 1,89  | 5,15  | 1,06     |       | 0,30 | 1,55  | 0,57 |     |         |   |    |    |
| 2022 | 2,64  | 46,98 | 35,23 | CDU  | 1,28  | 1,88  | 0,76     | 0,16  | 6,96 | 1,00  |      |     |         |   |    |    |
| 2024 | AD    | 35,94 | AD    | CDU  | 35,00 | 0,83  | 1,87     | 0,58  | 0,83 | 17,48 | 1,37 |     |         |   |    |    |

## Figuras ilustres
- António Menano

Nascido em Fornos de Algodres, na rua da Torre, a 5 de Maio de 1895, de uma família de 12 irmãos, António Menano foi, sem sombra de dúvida, o mais conhecido e popular cantor de Fados de Coimbra.
António Menano tornou-se conhecido em todo o país através dos inúmeros discos que gravou, os quais correram o mundo, principalmente pelo Brasil e pelas províncias Ultramarinas. Concluído o curso de Medicina, António Menano passa a exercer clínica em Fornos de Algodres, terra natal da família e onde os seus pais António da Costa Menano e de Dª Januária Paulo Menano residem.
Faleceu em Lisboa a 11 de Setembro de 1969.
- António Bernardo da Costa Cabral

Primeiro Conde e depois Marquês de Tomar, foi um dos políticos portugueses mais destacados do século XIX.
Nascido em Fornos de Algodres a 9 de Maio de 1803, cedo se revelaram as suas invulgares capacidades intelectuais. Assim, foi com quinze anos para Coimbra estudar Direito, tendo-se formado com vinte anos apenas. Exerceu durante algum tempo a advocacia; tendo o seu valor sido reconhecido. Foi nomeado Membro do Tribunal de Segunda Instância em S. Miguel, nos Açores. Aí se casou com a inglesa Luiza Mitchell Meredith Read.
Como deputado esteve ligado à reorganização administrativa de 1836, devendo-se certamente à sua influência a elevação de Fornos de Algodres a sede de concelho. Depois, em 1838, Costa Cabral foi chamado a desempenhar as funções de Ministro da Justiça e mais tarde, em 1842, já com novo governo empossado, de Ministro do Reino e da Instrução. Foi nessas funções que, em 1845, a rainha lhe concedeu o título de Conde de Tomar. Posteriormente foi nomeado embaixador junto da Santa Sé, tendo-lhe sido concedido o título de Marquês de Tomar.
Faleceu a 1 de Setembro de 1889 em Foz do Douro, no Porto.
- João Maria de Abreu Castelo Branco

Natural de Fornos de Algodres, doutorou-se em Direito pela Universidade de Coimbra, seguiu carreira de magistratura e foi juiz de fora em Ovar. 
Nomeado desembargador da relação de Goa, partiu para a Índia, tendo de abandonar esse estado por razões políticas, refugiando-se então Bombaim de onde partiu para Portugal. Em Portugal foi governar civil dos distritos de Coimbra, Braga, Guarda, Porto e Funchal, passando depois a Juiz conselheiro do Supremo Tribunal de Justiça.
Foi fidalgo da casa real, par do reino e grã-cruz das ordens de Cristo e de Nossa Senhora da Conceição de Vila Viçosa e de Carlos III de Espanha. Casou duas vezes, a primeira com D. Luísa de Sousa Pimenta de Saavedra Santa Marta, e a segunda com sua sobrinha D. Maria José de Abreu Castelo-Branco.
Faleceu sem descendência, sucedendo-lhe como segundo conde de Fornos de Algodres, seu irmão Alexandre de Abreu Castelo Branco, nascido em Fornos de Algodres a(5 de Maio de 1806.
- José Pinheiro Marques

Nasceu em Figueiró da Granja, em 1871. Fez os seus estudos eclesiásticos e foi ordenado Padre em 1895. Foi Sacerdote em várias terras do atual município de Fornos de Algodres. Notabilizou-se como professor na Escola Académica de Lisboa, orador, ensaísta e, finalmente, Capelão da Casa Real.
Em 1900 foi distinguido com o título de Capelão Fidalgo Honorário da Casa Real, por alvará de El-Rei D. Carlos. Monárquico por formação e convicção, viu-se envolvido nas convulsões subsequentes à implantação da República. Foi preso várias vezes em Lisboa, onde, na companhia de outras figuras monárquicas, correu as cadeias do Limoeiro e do Castelo de S. Jorge.
Em 1930 foi agraciado com o título de Monsenhor e acabou por falecer em 1940.
- Manuel de Pina Cabral

Nasceu na freguesia de Matança, mais concretamente no lugar da Fonte Fria, em 1746. As origens familiares de Pina Cabral inscrevem-se numa família de agricultores, eclesiásticos e militares. A sua infância foi marcada pelo estudo do latim desde tenra idade. A família, em especial o pai, preocupou-se com a sua formação, tendo encarregue um professor de gramática da sua instrução, mormente de o pôr em contacto com as “coisas latinas”. Em 1763 o seu pai, acreditando nas suas potencialidades, envia-o para a Universidade de Coimbra, matriculando-o no curso de Direito Canónico, embora não tenha obtido qualquer grau, o que originou uma certa tensão entre a família.
O seu percurso revela um homem oriundo de uma pequena localidade do interior que se afirmou na cultura e no governo de Instituições.
Desconhece-se a data da morte de Frei Manuel de Pina Cabral, mas deve ter ocorrido cerca de 1810, uma vez que a última missiva enviada a Manuel do Cenáculo data de 1807. O local de sepultamento terá sido provavelmente a igreja ou o convento de Nossa Senhora de Jesus em Lisboa, na freguesia de Mercês, onde atualmente funciona a Academia das Ciências.

## Heráldica
|  | Armas: Escudo de prata, com um cacho de uvas de púrpura, folhado e troncado de verde, acantonado por quatro espigas de milho de ouro folhadas de verde. Coroa mural de prata de quatro torres. Listel branco com a legenda: “VILA DE FORNOS DE ALGODRES”, a negro. |
|  | Bandeira: Esquartelada de amarelo e de verde, cordões e borlas de ouro e verde. Haste e lança de ouro. |

## Património
- Igreja da Misericórdia de Algodres
- Pelourinho de Algodres
- Anta ou Orca de Cortiçô
- Pelourinho de Figueiró da Granja
- Pelourinho de Fornos de Algodres
- Pelourinho de Ínfias
- Dólmen de Matança
- Pelourinho de Matança
- Pelourinho de Casal do Monte

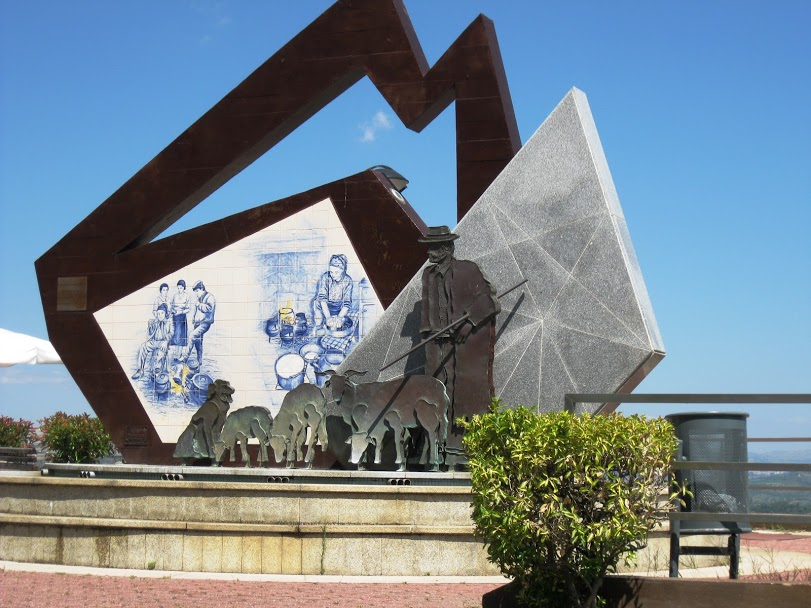
Monumento ao Pastor

- Igreja de Nª Senhora da Graça ou Igreja Matriz de Sobral Pichorro
- Capela de Santo Cristo ou Capela do Senhor do Pé da Cruz
- Capela dos Girões ou Capela do Seminário

## Geminações
A vila de Fornos de Algodres é geminada com as seguintes cidades:
- Levet, Cher, França
- Sainte-Consorce, Ródano, França